# ویلیام بنتسن
ویلیام بنتسن (انگلیسی: William Bentsen؛ زادهٔ۱۸ فوریه ۱۹۳۰) قایقران قایق بادبانی اهل ایالات متحده آمریکا بود.
وی در مسابقات کشوری و بین‌المللی در مجموع برندهٔ ۱ مدال طلا، ۱ مدال برنز شده‌است.